# Obwód Murawa Armii Krajowej
Obwód "Murawa" – jednostka terytorialna w obrębie Okręgu Kraków AK, w obwodzie myślenickim. Jej poprzedniczką był obwód „Wrona” ZWZ.

## Początki
Działania konspiracyjne zaczęły się już od początków okupacji, w różnych częściach regionu – w różnym rytmie. Jednak w większości przypadków jej inicjatorami byli weterani pierwszej wojny światowej, wojny polsko-bolszewickiej, byli żołnierze WP, a także byli żołnierze armii austro-węgierskiej. W Raciechowicach pierwsze komórki oporu organizowali Zbigniew Banach i Władysław Banach, w rejonie Glichowa Józef Wilk, Adolf Płonka, Józef Żaba (zabity w grudniu 1939 roku), Wojciech Czerwiński.

## Dowództwo
Pierwszym komendantem tego obwodu był Władysław Grodzicki ps. Bronisław, a po jego aresztowaniu w 1944 roku – Wincenty Horodyński ps. Kościesza. Następnie do końca wojny Karol Piskosz ps. Kornel lub Kleofas.

## Organizacja i przebieg walk

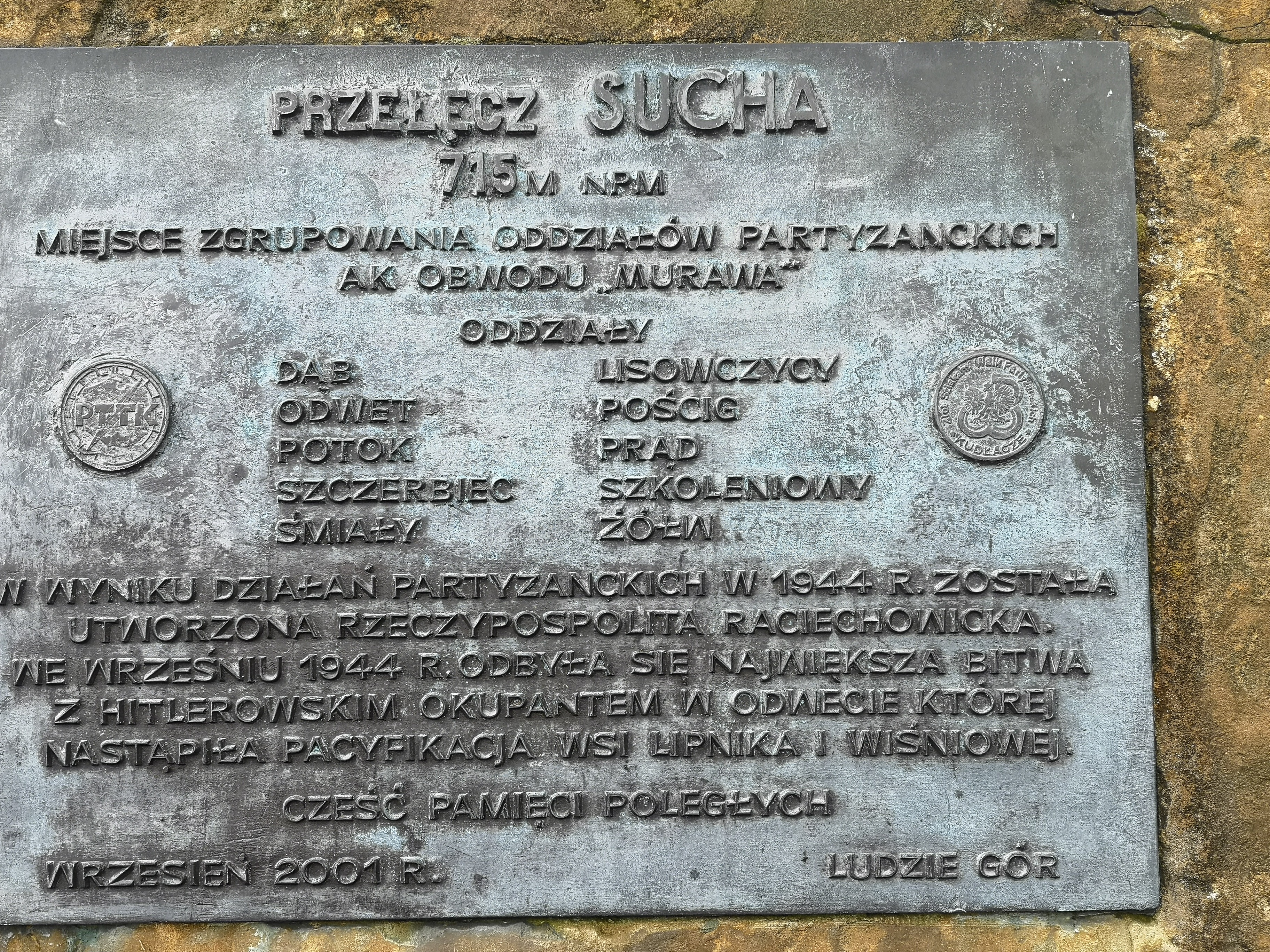
Przełęcz Sucha - tablica pamiątkowa

Trzonem „Murawy”, która skonsolidowała się w 1944 roku w ramach zgrupowania „Kamiennik – Łysina” w okolicach Wiśniowej i Raciechowic, były następujące oddziały polowe: „Dąb”, „Żółw”, „Prąd”, „Odwet”, „Pościg”, „Śmiały”, „Lisowczycy”, „Potok”, „Szkoleniowy”, „Szczerbiec”. Na tych terenach powstała w 28 lipca 1944 roku tzw. Rzeczpospolita Raciechowicka – obszar niezależny od okupantów, i pod kontrolą oddziałów i struktur organizacyjnych AK, a w ślad za tym – państwa podziemnego. Oddziały partyzanckie, w liczbie ok. 500, wspierane były przez tzw. terenówkę z trzech okolicznych batalionów.
Mniejsze potyczki i regularne bitwy, najczęściej wygrywane przez żołnierzy AK, toczono od września 1944 roku do stycznia roku 1945, jednak najbardziej krwawe odbywały się w okresie 12-18 września 1944 roku. Niezwykle zacięta była bitwa przy moście w Glichowie (12 września 1944), po której nastąpiła krwawa pacyfikacja Wiśniowej, Lipnika, Czasławia i Smykani (17-19 listopada 1944). Do historii „Murawy”, i całego państwa podziemnego, przeszło również brawurowe odbicie Andrzeja Woźniakowskiego ps. Prawdzic z więzienia Gestapo w Myślenicach przez oddział „Prąd” (27 lipca 1944).
Dnia 12 września 1944 roku doszło do jednej z największych bitew partyzanckich w Polsce okresu II wojny światowej. Po jej przegraniu Niemcy spacyfikowali wsie Zasań, Lipnik i Wiśniowa, zabijając ok. 132 cywilów w tym kilkanaścioro dzieci i paląc 140 gospodarstw.
3 IX 1944 roku na Suchej Polanie odbyła się Msza Św., podczas której doszło do poświęcenia sztandarów AK, w latach 90. jeden z nich został przekazany do Muzeum  AK w Krakowie.
W okresie nienasilonych działań militarnych aktywność partyzantów sprowadzała się do propagowania konsolidacji grup konspiracyjnych, gromadzenia broni, prowadzenia akcji dywersyjnych i wywiadowczych, małego sabotażu gospodarczego, wyrabiania fałszywych dokumentów, kolportażu prasy szkolenia wojskowego (kursy podoficerskie), tajne nauczanie i kontrwywiad.

## Nauczanie i służba zdrowia
W ramach struktur państwa podziemnego odbywały się prace cywilne, z których na szczególną uwagę zasługuje tajne nauczanie i Wojskowa Służba Kobiet.
Nauczanie zaczęło się już w październiku 1939 roku, jednak formę zorganizowaną przybrało od grudnia, kiedy dyrektorem tajnych kompletów na poziomie podstawowym i średnim pod przewodnictwem Delegata ds. Tajnego Nauczania na Okręg Myślenicki został Wojciech Czerwiński. Do 18 stycznia 1945 roku przez szkołę przewinęło się ponad 300 dziewcząt i chłopców, wielu z nich zdało maturę, kolejni ukończyli kursy przygotowawcze do nauki w gimnazjum. Zajęcia i egzaminy państwowe odbywały się regularnie w domach mieszkańców Glichowa, Kwapinki i Kędzierzynki, przede wszystkim w domu Anny z Czerwińskich Żabiny (Żabowej) oraz w domu rodziny Węglarskich. Zajęcia były też prowadzone w okolicznych miejscowościach. Maturę uzyskało w sumie 65 osób, a 308 kolejnych pobierało regularnie nauki, co zostało udokumentowane.
Komendantką Wojskowej Służby Kobiet AK, oficjalnie od stycznia 1941 roku, została Zofia Żabianka (później Lenartowicz) ps. Zorza, a zastępowała ją Wiktoria Żabianka (później Czerwińska) ps. Stokrotka. Lekarzem był Zbigniew Otto ps. Lech. Główny szpital znajdował się w Glichowie, podobnie jak w przypadku tajnego nauczania – w domu rodziny Żabów. Tam odbyła się udokumentowana operacja jednego z młodszych partyzantów, późniejszego profesora ekonomii w Poznaniu Zbigniewa Czerwińskiego. Jak twierdzi „Zorza” w Glichowie „mieściły się pierwsze punkty dowodzenia i zaplecze w postaci skromnych magazynów”. W okresie intensywnych walk z Niemcami interwencje szpitalne odbywały się w wielu innych miejscowościach, w Brzezowej, Kornatce, Lipniku, Węglówce. Warto odnotować, że sanitariuszki również brały udział w walkach, przekazywały meldunki, organizowały asortyment konieczny do prac polowych.

## Reorganizacja
Po wspomnianych operacjach militarnych, z powodów kontrowersji związanych z prowadzonymi działaniami wojennymi, władze AK „Murawa” zostały w październiku 1944 roku zreorganizowane. Na czele wszystkich oddziałów stanął mjr Wojciech Aleksander Mikuła ps. Orion, nadano im też kryptonim „Odwet”. W ramach tej struktury powstały dwie grupy, czy jak je określano zgrupowania: „Kamiennik – Łysina” i „Podhale”. Do pierwszej weszło 10 plutonów, do drugiego – 3. Kościesza został odwołany, a jego miejsce zajął kpt Karol Pikosz ps. Kornel lub Kleofas.

## Po wojnie
Po zakończeniu działań wojennych wielu byłych żołnierzy „Murawy” działało w ramach podziemia antykomunistycznego, m.in. Franciszek Mróz ps. Żółw lub Bóbr, który został w 1951 roku skazany w pokazowym procesie na karę śmierci (wraz z Józefem Miką). Wraz z nimi działali m.in. Tadeusz Lenart, Emil Przeciszewski. W działania antyreżimowe zaangażowani byli także ramach oddziału „Słoneczko” inni partyzanci „Murawy”, m.in. Eligiusz Wayda ps. Słoneczko, Zdzisław Węglarski ps Róg, Juliusz Oczko ps. Podkowa i wielu innych. Główna kwatera oddziału znajdowała się na Sarnulkach, w lesie kornackim i na Żabiej Górze. Kurierkami do Krakowa były niejednokrotnie byłe sanitariuszki z Wojskowej Służby Kobiet. Władze PRL, zwłaszcza po w pierwszych latach po zakończeniu wojny, oprócz represji wobec partyzantów, dyskredytowały działania dowódcy Horodyńskiego ps. Kościesza. Jego negocjacje z Niemcami wykorzystano jako dowód na potwierdzenie rzekomej współpracy AK z okupantem. Ówczesna reżimowa prasa określała ich mianem faszystów.

## Literatura i źródła
Zdarzenia związane z obwodem „Murawa” są stosunkowo dobrze udokumentowane. Obok publikacji świadków naocznych (Nastały krwawe dni grupy autorów, Wiśniowa 1981 i Dziennik „Stokłosy” 1944 Z. Horodyńskiej, Kraków 2004; także w internecie na stronach Muzeum AK w Krakowie i IPN), są też profesjonalne opracowania historyczne, np. Dariusza Dyląga Zgrupowanie oddziałów partyzanckich myślenickiego Obwodu Armii Krajowej „Murawa”, „Zeszyty Historyczne WiN-u”, 36, 2012. Wiele informacji jest także w przewodniku pt. Beskid Myślenicki (D. Dyląg, P. Sadowski), Pruszków 2005. Okres działania niektórych partyzantów „Murawy” w podziemiu antykomunistycznym udokumentował Ziemowit Kalinowski w książce Bohaterowie wyklęci na ziemi myślenickiej 1945-1956, Myślenice 2013.